# Stenobothrus mistshenkoi
Stenobothrus mistshenkoi är en insektsart som beskrevs av Woznessenskij 1998. Stenobothrus mistshenkoi ingår i släktet Stenobothrus och familjen gräshoppor. Inga underarter finns listade i Catalogue of Life.